# Vanguardia (periódico de Cuba)
Vanguardia es un periódico provincial sabatino en español, con una tirada de 45 mil ejemplares, tiene su sede y redacción central en la calle Céspedes número 10 esquina a Plácido, en Santa Clara, Ciudad Capital de la provincia de Villa Clara, en la región central de Cuba.
Esta era una publicación diaria que a partir de la crisis de los años 90 del siglo pasado se convirtió, debido a la carencia de recursos como el papel, en un semanario con una edición digital que tiene cierre a cada momento, además de mensuarios en soporte tradicional de papel destinado a Santa Clara (El Santaclareño), a las zonas montañosas del Plan Turquino (Manantiales) y dedicada al humorismo (Melaíto). Vanguardia fue fundado el 9 de agosto de 1962 con circulación en la antigua provincia de Las villas, que dio lugar a las actuales provincias de Villa Clara, Sancti Spíritus y Cienfuegos aprobadas en la división político administrativa de 1976. Equipamiento y personal de Vanguardia apoyaron la fundación de los periódicos Escambray en Sancti Spíritus y 5 de septiembre en Cienfuegos, territorio este en el cual había dos publicaciones cuyos colectivos participaron en la creación de Vanguardia.
El sitio digital incluye un foro de discusión sobre los más diversos temas de la actualidad social y política. 